# Eleccions municipals en Picanya

## Evolució

### Any 1979
Les Eleccions municipals espanyoles de 1979 es convocaren pel Reial Decret 117/1979, de 26 de gener de convocatòria d'Eleccions Locals (Butlletí Oficial de l'Estat núm. 24, de 27 de gener de 1979). Les candidatures proclamades es publicaren en el Butlletí Oficial de la Província (BOP) a partir del 27 de febrer, sent publicades les de Picanya el 6 de març de 1979. Les eleccions se celebraren el 3 d'abril amb un total de 5 meses electorals constituïdes.
Es publicaren les llistes següents:
| Partit Comunista Obrer Espanyol | Partit Socialista del País Valencià-PSOE | Coalició Democràtica | Partit Comunista d'Espanya-Partit Comunista del País Valencià | Unió de Centre Democràtic |
| --- | --- | --- | --- | --- |
| 1. Juan Cebriano Mejías Robles 2. Juan Safont Martí 3. José María Chardí González 4. Pedro Aibar Gómez 5. Joaquín Carmena Tejada 6. Antonio Calero Calero 7. Juan Antonio Mejías Císcar 8. Manuel Chillarón Ruiz 9. Vicente Cabrera Córdoba 10. Antonio Barabena Escobar 11. Mariano Chillarón Morales 12. Teresa Mejías Císcar | 1. Ciprià Císcar Casaban 2. José Almenar Navarro 3. Víctor Fuentes Prósper 4. Francisco Císcar Dalmau 5. Pablo Maestre Martínez 6. José Casabán Baviera 7. José Prósper Company 8. Consuelo Sanchis Ridaura 9. Francisco Valero Raga 10. José Lozano Rosa 11. José Miguel Mora Martínez 12. Enrique Martínez Císcar 13. Andrés Tébar Pérez | 1. Miguel Tordera Ricart (Alianza Popular) 2. Manuel Andreu García (Independent) 3. José Mateu Gil (Independent) 4. Francisco Candel Baixauli (Independent) 5. Ana María Sancho Andrés (Alianza Popular) 6. Vicente Calatayud Tortosa (Independent) 7. María Desamparados Tronch Escribá (Independent) 8. Isidoro Urbina Mansilla (Independent) 9. Antonio Tronch Pallardó (Independent) 10. Luís Ricart Ausell (Independent) 11. Gloria Dolores Beta Tordera (Independent) 12. Antonio Meño del Álamo SUPLENT 1. Amparo Tordera Ricart (Alianza Popular) | 1. Eutimio Borja Contreras 2. Ángel Espert Bonillo 3. Nicolás Rubio Sáez 4. Francisco Berja Martínez 5. Antonio Márquez Díaz (Independent) 6. Jacinto Alós Planells (Independent) 7. José Torres García 8. Francisca Rúa Moreno 9. Jesús Cerrillo Araque 10. Atilano Oliver Esparcia 11. Jerónimo Flores Fernández 12. Julio Montero Santamaría 13. Francisco Aparicio Sevilla SUPLENTS 1. Agustín Osa Bonilla 2. Ángel Collado Cuenca 3. Juan José Núñez Pernía | 1. Julián Nemesio Ferrer 2. Fernando Regal Bermell 3. José María Casabán García 4. Jesús Tordera Moreno 5. José Planells Tordera 6. Antonio Císcar Ruiz 7. Francisco Bermell Serrador 8. Francisco Monreal Gil 9. Norberto Cuadra Carrión 10. Vicente Ricart Besó 11. Vicente Sanchis Ridaura 12. José Fabiá Sáez 13. Hermenegildo A. Zaragoza Císcar |

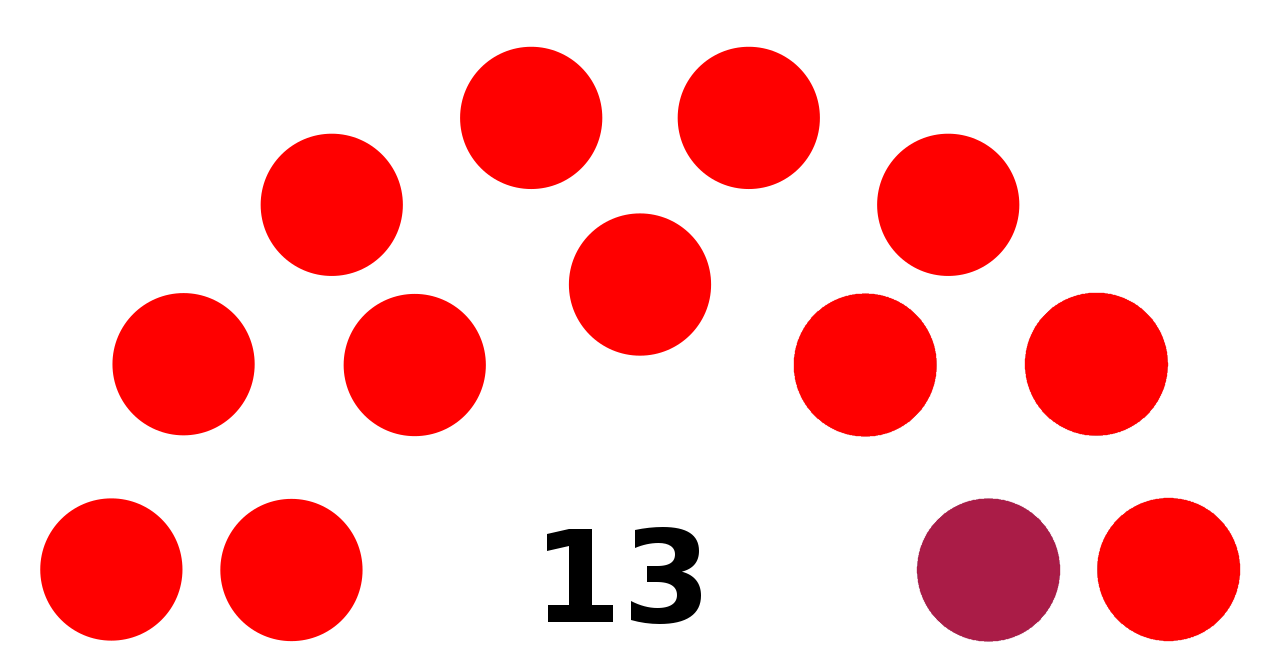
Plenari de l'Ajuntament de Picanya 1979-1983

| Eleccions municipals de 1979 - Picanya                                                                    |                                     |                                     |                                     |        |         |          |
| Candidatura                                                                                               | Candidatura                         | Candidatura                         | Cap de llista                       | Vots   | Vots    | Regidors |
| | PSPV-PSOE                           |                                     | Ciprià Císcar Casaban               | 2.982  | 80,83   | 12 ()    |
| | PCE-PCPV                            |                                     | Eutimio Borja Contreras             | 280    | 7,59    | 1 ()     |
| | UCD                                 |                                     | Julián Nemesio Ferrer               | 243    | 6,59    | 0 ()     |
| | CD                                  |                                     | Miguel Tordera Ricart               | 184    | 4,99    | 0 ()     |
| | Vots en blanc                       |                                     |                                     | 0      | 0       |          |
| Total vots vàlids i regidors                                                                              | Total vots vàlids i regidors        | Total vots vàlids i regidors        | Total vots vàlids i regidors        | 3.689  | 100 %   | 13       |
| | Vots nuls                           | Vots nuls                           | Vots nuls                           | 103    | 2,72    |          |
| Participació (vots vàlids més nuls)                                                                       | Participació (vots vàlids més nuls) | Participació (vots vàlids més nuls) | Participació (vots vàlids més nuls) | 3.792  | 81,72** |          |
| Abstenció                                                                                                 | Abstenció                           | Abstenció                           | Abstenció                           | 848*   | 18,28** |          |
| Total cens electoral                                                                                      | Total cens electoral                | Total cens electoral                | Total cens electoral                | 4.640* | 100 %** |          |
| Alcalde: Ciprià Císcar Casaban Per majoria absoluta dels vots dels regidors (12)                          |                                     |                                     |                                     |        |         |          |
| Fonts: Ministeri de l'Interior (* No són vots sinó electors. ** Percentatge respecte del cens electoral.) |                                     |                                     |                                     |        |         |          |

### Any 1983
Les Eleccions municipals espanyoles de 1983 es convocaren pel Reial Decret 448/1983, de 9 de març, de convocatòria d'Eleccions Locals (Butlletí Oficial de l'Estat núm. 59, de 10 de març de 1983). Les candidatures proclamades es publicaren en el Butlletí Oficial de la Província (BOP) el 9 d'abril. Les eleccions se celebraren el 8 de maig amb un total de 5 meses electorals constituïdes.
Es publicaren les llistes següents:
| Partit Comunista d'Espanya-Partit Comunista del País Valencià | Coalició electoral d'Unitat del Poble Valencià | Partit Socialista del País Valencià-PSOE | Coalició d'Alianza Popular amb el Partit Demòcrata Popular, Unió Valenciana i Unió Liberal (Espanya, 1983) |
| --- | --- | --- | --- |
| 1. Eutimio Borja Contreras 2. José Torregrosa Borona 3. José Torres García 4. Ángel Espert Bonillo 5. Francisca Rúa Moreno 6. Jesús Cerillo Araque 7. Vicenta Flores Fernández 8. Alicia Cerrillo González 9. Antonio Fernández Mondéjar 10. Agustín Osa Bonilla 11. José Bordena Baguera 12. Manuel Márquez Díaz 13. Rafael Calero Fernández 14. Antonio Moreno Pedrero 15. Manuel Amador Domínguez | 1. Vicente Manuel Garcés Tronch 2. Manuel Nemesio Beta (Independent) 3. M.ª Mercedes Fonfría Cubells (Independent) 4. Bernabé Marí Soucase 5. Francisco Javier Planells Tordera 6. José Joaquín Garcés Torres (Independent) 7. Agustín Pellicer Mares 8. Francisco Martínez Sanz (Independent) 9. Antonio Vadillo Santamaría 10. Manuel Alejos Nemesio 11. Joan Vicent Candel Alemany 12. Marcos Dols Montaner | 1. Josep Almenar Navarro 2. Víctor Fuentes Prósper 3. Francisco Cardona Peretó 4. José Casabán Baviera (Independent) 5. M.ª Consuelo Sanchis Ridaura 6. Daniel José Almenar Cubells (Independent) 7. José Lozano Rosa 8. Sebastián Ruiz Martínez 9. Florentino Muñoz Estupiña 10. Miguel Soriano Molla 11. José María Ponce Tormo 12. Pablo Maestre Martínez 13. José Ramón Navarro Sanz | 1. Rafael Ferrer Almenar (Alianza Popular) 2. Antonio Císcar Ruiz (Independent) 3. Eduardo Miguel Piles Serrador (Independent) 4. Pascual Císcar Cubells (Independent) 5. José Gomis Cervera (Independent) 6. Francisco Serrador Ricart (Independent) 7. Jesús Tordera Moreno (Alianza Popular) 8. Vicente López Domingo (Alianza Popular) 9. M.ª Desamparados Tronch Escribá (Alianza Popular) 10. Manuel Nemesio Planells (Alianza Popular) 11. José Sevilla López (Alianza Popular) 12. Vicente Miguel Martínez Serrador (Alianza Popular) 13. Vicente Planelles Alfonso (Alianza Popular) SUPLENTS 1. Miguel Gil Serrador (Alianza Popular) 2. Concepción Ricart Almenar (Alianza Popular) |

Plenari de l'Ajuntament de Picanya 1983-1987

| Eleccions municipals de 1983 - Picanya                                                                    |                                     |                                     |                                     |        |         |          |
| Candidatura                                                                                               | Candidatura                         | Candidatura                         | Cap de llista                       | Vots   | Vots    | Regidors |
| | PSPV-PSOE                           |                                     | Josep Almenar Navarro               | 2.589  | 65,16   | 9 (-3)   |
| | AP - PDP - UV - UL                  |                                     | Rafael Ferrer Almenar               | 1.037  | 26,10   | 4 (+4)   |
| | PCE-PCPV                            |                                     | Eutimio Borja Contreras             | 239    | 6,02    | 0 (-1)   |
| | UPV                                 |                                     | Vicente Manuel Garcés Tronch        | 108    | 2,72    | 0 ()     |
| | Vots en blanc                       |                                     |                                     | 0      | 0       |          |
| Total vots vàlids i regidors                                                                              | Total vots vàlids i regidors        | Total vots vàlids i regidors        | Total vots vàlids i regidors        | 3.973  | 100 %   | 13       |
| | Vots nuls                           | Vots nuls                           | Vots nuls                           | 0      | 0       |          |
| Participació (vots vàlids més nuls)                                                                       | Participació (vots vàlids més nuls) | Participació (vots vàlids més nuls) | Participació (vots vàlids més nuls) | 3.973  | 78,02** |          |
| Abstenció                                                                                                 | Abstenció                           | Abstenció                           | Abstenció                           | 1.119* | 21,98** |          |
| Total cens electoral                                                                                      | Total cens electoral                | Total cens electoral                | Total cens electoral                | 5.092* | 100 %** |          |
| Alcalde: Josep Almenar Navarro Per majoria absoluta dels vots dels regidors (9)                           |                                     |                                     |                                     |        |         |          |
| Fonts: Ministeri de l'Interior (* No són vots sinó electors. ** Percentatge respecte del cens electoral.) |                                     |                                     |                                     |        |         |          |

### Any 1987
Les Eleccions municipals espanyoles de 1987 es convocaren pel Reial Decret 508/1987, de 13 d'abril, de convocatòria d'Eleccions Locals (Butlletí Oficial de l'Estat núm. 89, de 14 d'abril de 1987). Les candidatures proclamades es publicaren en el Butlletí Oficial de la Província (BOP) el 12 de maig. Les eleccions se celebraren el 10 de juny amb un total de 6 meses electorals constituïdes.
Es publicaren les llistes següents:
| Coalició electoral Esquerra Unida del País Valencià - Unitat del Poble Valencià | Partit Socialista del País Valencià-PSOE | Unió Valenciana | Federació de partits de Alianza Popular |
| --- | --- | --- | --- |
| 1. Fernando Serrano Ibáñez (Partit Comunista del País Valencià) 2. Nuria Borderia Soriano (Independent) 3. Vicente Cervera Gracia (Independent) 4. Mario Caballero León (Partit Comunista del País Valencià) 5. Francisco Berja Martínez (Partit Comunista del País Valencià) 6. Carmen Flores Fernández (Partit Comunista del País Valencià) 7. María Teresa Císcar Vilanova (Partit Comunista del País Valencià) 8. Jesús Cortés Paracuellos (Independent) 9. María Amparo Sáez Riera (Partit Comunista del País Valencià) 10. José Bordena Báguena (Partit Comunista del País Valencià) 11. Ángel Espert Bonillo (Partit Comunista del País Valencià) 12. Manuel Márquez Díaz (Partit Comunista del País Valencià) 13. Rosa Nieves Beltrán Montes (Independent) SUPLENTS 1. Julia Martínez Gea (Partit Comunista del País Valencià) 2. Natalio Cano Seguido (Partit Comunista del País Valencià) 3. Francisco Vargas Borrull (Partit Comunista del País Valencià) | 1. Josep Almenar Navarro 2. Víctor Fuentes Prósper 3. Francisco Cardona Peretó 4. M.ª Consuelo Sanchis Ridaura 5. Daniel José Almenar Cubells 6. Miquel Soriano Moya 7. Pascual Ortí Cervera 8. José María Ponce Tormo 9. María Enriqueta Alós Chardí 10. Miguel Planells Ros 11. Francisco Ruiz Climent 12. José Rodríguez Martínez 13. Pilar Herrero Roma SUPLENTS 1. Nicomedes González González 2. José Sánchez Robles 3. Adolfo Mendiri Villarubia | 1. Pascual Martín Villalba Medina 2. Eduardo Barberá Carsí 3. Carmelo Mata García 4. Carmen Gómez Perdegás 5. Vicente Dolz Riquelme 6. Manuel Sampedro Hervás 7. Josefa Bonet Trilles 8. Teresa Beltrán Luna 9. Francisco Villagrán Plana 10. Serafín García Martínez 11. Enrique Grau Máñez 12. M.ª Carmen Chulià Sanchis 13. Rosario Botet Royán SUPLENTS 1. Alberto Martínez Martínez 2. Vicente Espinosa Dolz 3. Antonio Lacueva Nohales | 1. Rafael Ferrer Almenar 2. Antonio Císcar Rius (Independent) 3. Norberto Cuadra Carrión (Independent) 4. José Guerola Valero (Independent) 5. Eduardo Miguel Piles Serrador (Independent) 6. Jesús Tordera Moreno 7. José Sevilla López 8. Inmaculada Eva Moreno Ricart (Independent) 9. Francisco Monreal Gil (Independent) 10. Concepción Ricart Almenar 11. Pascual Císcar Cubells (Independent) 12. Fernando Regal Bermell (Independent) 13. Miguel Gil Serrador SUPLENTS 1. Paulino Fernández Olmeda (Independent) 2. Vicente Cervera Merino 3. Francisco José Bermell Dalmau (Independent) |

Plenari de l'Ajuntament de Picanya 1987-1991

| Eleccions municipals de 1987 - Picanya                                                                    |                                     |                                     |                                     |        |         |          |
| Candidatura                                                                                               | Candidatura                         | Candidatura                         | Cap de llista                       | Vots   | Vots    | Regidors |
| | PSPV-PSOE                           |                                     | Josep Almenar Navarro               | 2.593  | 63,76   | 9 ()     |
| | AP                                  |                                     | Rafael Ferrer Almenar               | 1.080  | 26,56   | 4 ()     |
| | EUPV - UPV                          |                                     | Fernando Serrano Ibáñez             | 229    | 5,63    | 0 ()     |
| | UV                                  |                                     | Pascual Martín Villalba Medina      | 133    | 3,27    | 0 ()     |
| | Vots en blanc                       |                                     |                                     | 32     | 0,79    |          |
| Total vots vàlids i regidors                                                                              | Total vots vàlids i regidors        | Total vots vàlids i regidors        | Total vots vàlids i regidors        | 4.067  | 100 %   | 13       |
| | Vots nuls                           | Vots nuls                           | Vots nuls                           | 62     | 1,50    |          |
| Participació (vots vàlids més nuls)                                                                       | Participació (vots vàlids més nuls) | Participació (vots vàlids més nuls) | Participació (vots vàlids més nuls) | 4.129  | 78,59** |          |
| Abstenció                                                                                                 | Abstenció                           | Abstenció                           | Abstenció                           | 1.125* | 21,41** |          |
| Total cens electoral                                                                                      | Total cens electoral                | Total cens electoral                | Total cens electoral                | 5.254* | 100 %** |          |
| Alcalde: Josep Almenar Navarro Per majoria absoluta dels vots dels regidors (9)                           |                                     |                                     |                                     |        |         |          |
| Fonts: Ministeri de l'Interior (* No són vots sinó electors. ** Percentatge respecte del cens electoral.) |                                     |                                     |                                     |        |         |          |

### Any 1991
Les Eleccions municipals espanyoles de 1991 es convocaren pel Reial Decret 391/1991, d'1 d'abril, de convocatòria d'Eleccions Locals (Butlletí Oficial de l'Estat núm. 79, de 2 d'abril de 1991). Les candidatures proclamades es publicaren en el Butlletí Oficial de la Província (BOP) el 30 d'abril. Les eleccions se celebraren el 26 de maig amb un total de 8 meses electorals constituïdes.
Es publicaren les llistes següents:
| Partit Socialista del País Valencià-PSOE | Unió Valenciana | Partit Popular de la Comunitat Valenciana | Esquerra Unida del País Valencià |
| --- | --- | --- | --- |
| 1. Josep Almenar Navarro 2. Víctor Fuentes Prósper 3. Francisco Cardona Peretó 4. Francisca Ferrer Real 5. Pasqual Ortí Cervera 6. Nicomedes González González 7. Silvia Martínez Caba 8. Manuel Dasí Gil 9. Juan Manuel Chamorro Novillo 10. Damián Rodado Macías 11. Bienvenido Roberto Sáez 12. Adolfo Mendiri Villarubia 13. Consuelo Sanchis Ridaura SUPLENTS 1. José María Ponce Tormo 2. Miguel Soriano Moya 3. Daniel José Almenar Cubells | 1. Herminio Enrique Gil Carpi 2. Antonio Navarro Ferrando 3. Carmelo Mata García 4. José Manuel Gadea Martí 5. José Cristobal Aran Albiñana 6. Amparo González Campón 7. Juan Antonio Mora Mora 8. Pablo Vidal Millet 9. Manuel Prieto Gómez 10. Vicente Castelló Llópez 11. Miguel Genovés López del Castillo 12. M.ª Desamparados Chinesta Carratalà 13. José María Blanquer Rodríguez SUPLENTS 1. Juan José Chulià Fenoll 2. M.ª Inmaculada Mora Miquel 3. M.ª Carmen Martínez Sancho | 1. Rafael Ferrer Almenar 2. Antonio Císcar Ruiz 3. Ángel Serna Nieva 4. Estanislao Puig Garcés 5. Inmaculada Eva Moreno Ricart 6. José Guerola Valero 7. Genoveva Tordera Tronch 8. Salvador Ferrer Cubells 9. Francisco Monreal Gil 10. Vicente Ricart Besó 11. Eloy Cuenca Ordoñez 12. Manuel Nemesio Planells 13. Fernando Regal Bermell SUPLENTS 1. Francisco Ferrer Cubells 2. Alberto J. Arnau Tordera 3. José Sevilla López | 1. Fernando Serrano Ibáñez 2. Francisco Tordera Garcés 3. Vicenta Fernández Aibar 4. Rosa Nieves Beltrán Montes 5. Rafael Giménez Expósito 6. Ángel Espert Bonillo 7. Jesús Cortés Paracuellos 8. Julio Pérez Giménez 9. José Ramón Martínez Bordanova 10. Mario Caballero León 11. José Bordería Báguena 12. Atilano Oliver Esparcia 13. Manuel Márquez Díaz SUPLENTS 1. Rafael Calero Fernández 2. Vicente Llopis Gil 3. Antonio Fernández Mondejar |

Plenari de l'Ajuntament de Picanya 1991-1995

| Eleccions municipals de 1991 - Picanya                                                                    |                                     |                                     |                                     |        |         |          |
| Candidatura                                                                                               | Candidatura                         | Candidatura                         | Cap de llista                       | Vots   | Vots    | Regidors |
| | PSPV-PSOE                           |                                     | Josep Almenar Navarro               | 2.639  | 64,21   | 10 (+1)  |
| | PPCV                                |                                     | Rafael Ferrer Almenar               | 963    | 23,43   | 3 (-1)   |
| | UV                                  |                                     | Herminio Enrique Gil Carpi          | 258    | 6,28    | 0 ()     |
| | EUPV                                |                                     | Fernando Serrano Ibáñez             | 207    | 5,04    | 0 ()     |
| | Vots en blanc                       |                                     |                                     | 43     | 1,05    |          |
| Total vots vàlids i regidors                                                                              | Total vots vàlids i regidors        | Total vots vàlids i regidors        | Total vots vàlids i regidors        | 4.110  | 100 %   | 13       |
| | Vots nuls                           | Vots nuls                           | Vots nuls                           | 19     | 0,46    |          |
| Participació (vots vàlids més nuls)                                                                       | Participació (vots vàlids més nuls) | Participació (vots vàlids més nuls) | Participació (vots vàlids més nuls) | 4.129  | 71,97** |          |
| Abstenció                                                                                                 | Abstenció                           | Abstenció                           | Abstenció                           | 1.608* | 28,03** |          |
| Total cens electoral                                                                                      | Total cens electoral                | Total cens electoral                | Total cens electoral                | 5.737* | 100 %** |          |
| Alcalde: Josep Almenar Navarro Per majoria absoluta dels vots dels regidors (10)                          |                                     |                                     |                                     |        |         |          |
| Fonts: Ministeri de l'Interior (* No són vots sinó electors. ** Percentatge respecte del cens electoral.) |                                     |                                     |                                     |        |         |          |

### Any 1995
Les Eleccions municipals espanyoles de 1995 es convocaren pel Reial Decret 489/1995, de 3 d'abril, de convocatòria d'Eleccions Locals i a les Assemblees de Ceuta i Melilla (Butlletí Oficial de l'Estat núm. 80, de 4 d'abril de 1995). Les candidatures proclamades es publicaren en el Butlletí Oficial de la Província (BOP) el 2 de maig. Les eleccions se celebraren el 28 de maig amb un total de 8 meses electorals constituïdes.
Es publicaren les llistes següents:
| Esquerra Unida del País Valencià-Els Verds del País Valencià | Partit Socialista del País Valencià-PSOE | Unió Valenciana-Independents-Centristes de la Comunitat Valenciana | Partit Popular de la Comunitat Valenciana |
| --- | --- | --- | --- |
| 1. Severino Martínez Sampedro 2. Amparo Soler Ródenas 3. Fernando Serrano Ibáñez 4. Francesc Tordera i Garcés 5. Francisco Martínez Sanz 6. Vicenta Fernández Aibar 7. Ángel Espert Bonillo 8. Luís López Huete 9. Rosa María Jordán Arana 10. Manuel Martínez Romero 11. José Andrés Caparrós Morales 12. José Ramón Martínez Bordanova 13. Antonio Fernández Mondejar SUPLENTS 1. Vicente Llopis Gil 2. Rafael Calero Fernández 3. Alfonso Gómez Vélez | 1. Josep Almenar Navarro 2. Juan Manuel Chamorro Novillo 3. Francisco Cardona Peretó 4. Francisca Ferrer Real 5. Damián Rodado Macías 6. Nicomedes González González 7. Silvia Martínez Caba (Independent) 8. Manuel Dasí Gil (Independent) 9. M.ªLuisa Gil Salvador (Independent) 10. Pasqual Ortí Cervera 11. Víctor Fuentes Prósper 12. Isabel Martínez Tarazona (Independent) 13. Sergio Isaac Hernández Camacho SUPLENTS 1. Pedro Santolaria López 2. María Adelina Fenoy Fernández 3. Daniel Almenar Cubells | 1. Vicente Francisco Marí Soucase 2. M.ª Concepción Marsilla Ferrandis 3. M.ª Ascensión Soriano Pérez 4. Francisco José Encinas Serrador 5. Felipe Vela Tordera 6. Josefina Martí GIl 7. José Manuel Gadea Martí 8. Concepción Company Roig 9. Isabel Martínez Solera 10. Ángel Navarro Beta 11. María José Veguer Rumbeu 12. José Manuel Colás Martí 13. Francisco Lozano Velert SUPLENTS 1. David Veguer Rumbeu 2. Josep Blanquer Planells 3. Begoña Llopis Tamarit | 1. Perfecto Ricart Almenar 2. Ismael Martínez Garcés 3. Inmaculada Eva Moreno Ricart 4. Delfina Baixauli Ruiz 5. Estanislao Puig Garcés 6. Rafael Ferrer Almenar 7. Jaime Manuel Canillas Romero 8. José Miguel Planells Cubells 9. Javier Prósper Palomares 10. Francisco Ferrer Cubells 11. Francisco Monreal Gil 12. José Civera Calvo 13. Ramón Martínez Escribá SUPLENTS 1. Víctor Aparicio Collado 2. Rafael Ojeda Nieto 3. María Lozal Alarcón |

Plenari de l'Ajuntament de Picanya 1995-1999

| Eleccions municipals de 1995 - Picanya                                                                    |                                     |                                     |                                     |        |         |          |
| Candidatura                                                                                               | Candidatura                         | Candidatura                         | Cap de llista                       | Vots   | Vots    | Regidors |
| | PSPV-PSOE                           |                                     | Josep Almenar Navarro               | 2.890  | 56,06   | 8 (-2)   |
| | PPCV                                |                                     | Perfecto Ricart Almenar             | 1.435  | 27,84   | 4 (+1)   |
| | EUPV - EVPV                         |                                     | Severiano Martínez Sampedro         | 495    | 9,60    | 1 (+1)   |
| | UV - Independents - CCV             |                                     | Vicente Francisco Marí Soucase      | 287    | 5,57    | 0 ()     |
| | Vots en blanc                       |                                     |                                     | 48     | 0,93    |          |
| Total vots vàlids i regidors                                                                              | Total vots vàlids i regidors        | Total vots vàlids i regidors        | Total vots vàlids i regidors        | 5.155  | 100 %   | 13       |
| | Vots nuls                           | Vots nuls                           | Vots nuls                           | 38     | 0,73    |          |
| Participació (vots vàlids més nuls)                                                                       | Participació (vots vàlids més nuls) | Participació (vots vàlids més nuls) | Participació (vots vàlids més nuls) | 5.193  | 79,62** |          |
| Abstenció                                                                                                 | Abstenció                           | Abstenció                           | Abstenció                           | 1.329* | 20,38** |          |
| Total cens electoral                                                                                      | Total cens electoral                | Total cens electoral                | Total cens electoral                | 6.522* | 100 %** |          |
| Alcalde: Josep Almenar Navarro Per majoria absoluta dels vots dels regidors (8)                           |                                     |                                     |                                     |        |         |          |
| Fonts: Ministeri de l'Interior (* No són vots sinó electors. ** Percentatge respecte del cens electoral.) |                                     |                                     |                                     |        |         |          |

### Any 1999

Plenari de l'Ajuntament de Picanya 1999-2003

| Eleccions municipals de 1999 - Picanya                                                                    |                                     |                                     |                                     |        |         |          |
| Candidatura                                                                                               | Candidatura                         | Candidatura                         | Cap de llista                       | Vots   | Vots    | Regidors |
| | PSPV-PSOE                           |                                     | Josep Almenar Navarro               | 3.121  | 61,18   | 9 (+1)   |
| | PPCV                                |                                     | José Miguel Planells Cubells        | 1.492  | 29,25   | 4 ()     |
| | EUPV                                |                                     | Luís López Huete                    | 254    | 4,98    | 0 (-1)   |
| | UV                                  |                                     | José Manuel Gadea Martí             | 100    | 1,96    | 0 ()     |
| | BLOC - EVPV                         |                                     | Josep Xavier Soler i Santamaria     | 75     | 1,47    | 0 ()     |
| | Vots en blanc                       |                                     |                                     | 59     | 1,16    |          |
| Total vots vàlids i regidors                                                                              | Total vots vàlids i regidors        | Total vots vàlids i regidors        | Total vots vàlids i regidors        | 5.101  | 100 %   | 13       |
| | Vots nuls                           | Vots nuls                           | Vots nuls                           | 43     | 0,84    |          |
| Participació (vots vàlids més nuls)                                                                       | Participació (vots vàlids més nuls) | Participació (vots vàlids més nuls) | Participació (vots vàlids més nuls) | 5.144  | 70,24** |          |
| Abstenció                                                                                                 | Abstenció                           | Abstenció                           | Abstenció                           | 2.179* | 29,76** |          |
| Total cens electoral                                                                                      | Total cens electoral                | Total cens electoral                | Total cens electoral                | 7.323* | 100 %** |          |
| Alcalde: Josep Almenar Navarro Per majoria absoluta dels vots dels regidors (9)                           |                                     |                                     |                                     |        |         |          |
| Fonts: Ministeri de l'Interior (* No són vots sinó electors. ** Percentatge respecte del cens electoral.) |                                     |                                     |                                     |        |         |          |

### Any 2003

Plenari de l'Ajuntament de Picanya 2003-2007

| Eleccions municipals de 2003 - Picanya                                                                    |                                     |                                     |                                     |        |         |          |
| Candidatura                                                                                               | Candidatura                         | Candidatura                         | Cap de llista                       | Vots   | Vots    | Regidors |
| | PSPV-PSOE                           |                                     | Josep Almenar Navarro               | 3.294  | 59,51   | 9 ()     |
| | PPCV                                |                                     | José Miguel Planells Cubells        | 1.696  | 30,64   | 4 ()     |
| | EUPV-EV: Esquerra Unida - L'Entesa  |                                     | Luís López Huete                    | 341    | 6,16    | 0 ()     |
| | UV                                  |                                     | José María González Murgui          | 86     | 1,55    | 0 ()     |
| | BLOC - EV                           |                                     | Ernest Muñoz Vázquez                | 71     | 1,28    | 0 ()     |
| | Vots en blanc                       |                                     |                                     | 47     | 0,85    |          |
| Total vots vàlids i regidors                                                                              | Total vots vàlids i regidors        | Total vots vàlids i regidors        | Total vots vàlids i regidors        | 5.535  | 100 %   | 13       |
| | Vots nuls                           | Vots nuls                           | Vots nuls                           | 22     | 0,40    |          |
| Participació (vots vàlids més nuls)                                                                       | Participació (vots vàlids més nuls) | Participació (vots vàlids més nuls) | Participació (vots vàlids més nuls) | 5.557  | 73,09** |          |
| Abstenció                                                                                                 | Abstenció                           | Abstenció                           | Abstenció                           | 2.046* | 26,91** |          |
| Total cens electoral                                                                                      | Total cens electoral                | Total cens electoral                | Total cens electoral                | 7.603* | 100 %** |          |
| Alcalde: Josep Almenar Navarro Per majoria absoluta dels vots dels regidors (9)                           |                                     |                                     |                                     |        |         |          |
| Fonts: Ministeri de l'Interior (* No són vots sinó electors. ** Percentatge respecte del cens electoral.) |                                     |                                     |                                     |        |         |          |

### Any 2007

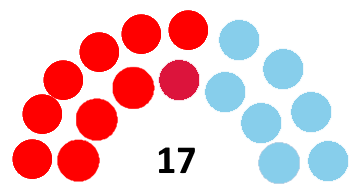
Plenari de l'Ajuntament de Picanya 2007-2011

| Eleccions municipals de 27 de maig de 2007 - Picanya                                                           |                                     |                                     |                                     |        |         |          |
| Candidatura | Candidatura                         | Candidatura                         | Cap de llista                       | Vots   | Vots    | Regidors |
| | PSPV-PSOE                           |                                     | Josep Almenar Navarro               | 2.749  | 49,27%  | 9 ()     |
| | PPCV                                |                                     | José Miguel Planells Cubells        | 2.151  | 38,55%  | 7 (+3)   |
| | EUPV-VERDS-IR                       |                                     | Jovita Pérez Adrián                 | 370    | 6,63%   | 1 (+1)   |
| | ERPV                                |                                     | Imma Cunyat Plana                   | 173    | 3,10%   | 0 ()     |
| | BLOC-EV                             |                                     | Francisco Martínez Sanz             | 112    | 2,01%   | 0 ()     |
| | CV                                  |                                     | Francisco Ruiz Revert               | 25     | 0,45%   | 0 ()     |
| | Vots en blanc                       |                                     |                                     | 55     | 1,0%    |          |
| Total vots vàlids i regidors                                                                                   | Total vots vàlids i regidors        | Total vots vàlids i regidors        | Total vots vàlids i regidors        | 5.635  | 100 %   | 17 (+4)  |
| | Vots nuls                           | Vots nuls                           | Vots nuls                           | 40     | 0,7%    |          |
| Participació (vots vàlids més nuls)                                                                            | Participació (vots vàlids més nuls) | Participació (vots vàlids més nuls) | Participació (vots vàlids més nuls) | 5.675  | 70,9%** |          |
| Abstenció | Abstenció                           | Abstenció                           | Abstenció                           | 2.330* | 29,1%** |          |
| Total cens electoral                                                                                           | Total cens electoral                | Total cens electoral                | Total cens electoral                | 8.005* | 100 %** |          |
| Alcalde: Josep Almenar Navarro (PSPV-PSOE) Per majoria absoluta dels vots dels regidors (9)                    |                                     |                                     |                                     |        |         |          |
| Fonts: Argos Generalitat Valenciana (* No són vots sinó electors. ** Percentatge respecte del cens electoral.) |                                     |                                     |                                     |        |         |          |

### Any 2011
Les Eleccions municipals espanyoles de 2011 es convocaren pel Reial Decret 424/2011, de 28 de març, pel que se convoquen les eleccions municipals i a les assemblees de Ceuta i Melilla per al 22 de maig de 2011. Les candidatures proclamades es publicaren al Butlletí Oficial de la província de València el 26 d'abril. Les eleccions se celebraren el 22 de maig de 2016 amb un total de 8 meses electorals constituïdes.
Les llistes publicades van ser les següents:
| Partit Socialista del País Valencià-PSOE | Esquerra Republicana del País Valencià | Coalició Compromís | Partit Popular de la Comunitat Valenciana | Esquerra Unida del País Valencià |
| --- | --- | --- | --- | --- |
| 1.Josep Almenar Navarro 2.Carmen Amoraga Toledo (Independent) 3.Jose María Chavorro Novillo 4.Maria Rosario González Fernández 5.José Carlos Marzo Gadea 6.Maria Sandre Herrero Guerola (Independent) 7.Mario Guillem Rodríguez (Independent) 8.Paula Rodríguez Tercero 9.Juan Nicolàs Boscana Mechó (Indepenent) 10.Jose Alberto Sanchis Cuesta 11.Inmaculada Canós Temporal (Independent) 12.Asdrúbal Ferrer Alcaide (Independent) 13.Claudia Martínez Ruiz (Independent) 14.Ignacio Moragón Carrillo (Independent) 15.Guillem Tortosa Soriano (Independent) 16.David Almenar Ciscar 17.Lorena Tortosa Mollà SUPLENTS: 1.Damiàn Rodado Macías 2.Francisca Ferrer Real 3.Manuel Dasí Gil (Independent) 4.Juan Manuel Chamorro Novillo 5.Celia Gómez González (Independent) | 1.Sabina Asencio Ruíz 2.Amós Belinchon Moreno 3.Maria Antonia Roncales Soriano 4.Ramon Navarro Planells 5.Ana Maria Aso Roca 6.Emili-Jesús Peña i Martínez 7.Maria Èlia Navarro Monerris 8.Juan de Diós Mira Pastor 9.Jaime Crespo Martínez 10.Josefa Martínez Campos 11.Amparo Marqués Redola 12.Maria Angeles Ruiz Ocheda 13.Joaquin Puig Vilamala 14.Andreu Lligadas Muñoz 15.Carles Vilaseca Martos 16.Marc Planas Martín 17.Margarida Araya Sans | 1.Xavier Rius Torres 2.Helena Ferrando Calatayud 3.Jovita Perez Adrián 4.Paco Martínez Sanz 5.Vanessa Gajate Moreno 6.Bernardo Martínez Soriano 7.Xaro Beseler Soto 8.Pau Rius Francés 9.Merxe Fonfria Cubells 10.Luis López Huete 11.Cèlia Rozalén Sanjuan 12.Jorge Calatayud Suay 13.Maria Arenas Martínez 14.Josep González Macià 15.Paqui Sanjuan Azorín 16.Jordi Gil Martínez 17.Immaculada Badenes Francés SUPLENTS: 1.Vicent Masip Mocholí 2.Lucia Segura Gutiérrez 3.Hèctor Sevilla Ruíz 4.Irene Martínez Beseler 5.Nacho Pérez Adrián 6.Alba Encinas Ruíz 7.Pau Company Escrihuela 8.Laura Colomer Garrigós 9.Joan Arenas Martínez | 1.Jose Miguel Planells Cubells 2.Maria Rosa Martínez Ciscar 3.Patricio Monreal Vilanova 4.Maria Begoña Laserna Larburu 5.Javier Prosper Palomares 6.José Àngel Rodríguez del Àngel 7.Monica Moreno Ricart 8.Maria del Mar Garia Ballesteros 9.Juan Enrique Llòpis Cànovas 10.Delfina Baixaulí Ruiz. 11.Marta Tamarit Tronch 12.Maria Rosario Silla Nadal 13.Jonathan David Ogalla Castro 14.Maria Rosa Tronch Serrador 15.Ismael Martínez Garces 16.Manuel Company Garces 17.Ana Andreu Chardi SUPLENTS: 1.Maria del Pilar Pardo Sere 2.Julian Alcarria Martínez (Independent) 3.Alejandro Antonio Samos Baixaulí 4.Miguel Angel Sánchez Piles 5.Ana Isabel Ricart Recuero | 1.Juan Antonio Morató Tomás 2.Patrícia Salgado Alcaide 3.Andrea Tarazona Arnau 4.Paloma Hernández Bujeda 5.Àngel Espert Bonillo 6.Clara Morató Hernández 7.Santiago Collado Crucera 8.Jaume Crespo Guerola 9.Erica Sánchez Rodríguez 10.Antonio Tur Bolufer 11.Isabelle Wiewiorka Chaimowicz 12.Jordi Vivas López 13.Redención March Serrano 14.Laura Vivas i López 15.Antonio Martínez Jiménez 16.Salvadora López Ramón 17.Juan Moya Sánchez SUPLENTS: 1.Javier Ruíz Perpen |

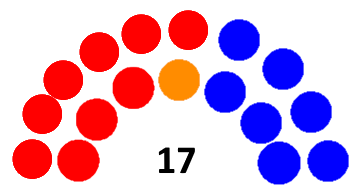
Plenari de l'Ajuntament de Picanya 2011-2015

| Eleccions municipals de 22 de maig de 2011 - Picanya |                                     |                                     |                                     |        |         |          |
| Candidatura | Candidatura                         | Candidatura                         | Cap de llista                       | Vots   | Vots    | Regidors |
| | PSPV-PSOE                           |                                     | Josep Almenar Navarro               | 2.961  | 47,95%  | 9 ()     |
| | PPCV                                |                                     | José Miguel Planells Cubells        | 2.413  | 39,08%  | 7 ()     |
| | Compromís                           |                                     | Xavier Rius i Torres                | 501    | 8,11%   | 1 (+1)   |
| | EUPV                                |                                     | Juan Antonio Morató Tomás           | 238    | 3,85%   | 0 (-1)   |
| | ERPV                                |                                     | Sabina Asencio Ruíz                 | 62     | 1,00%   | 0 ()     |
| | Vots en blanc                       |                                     |                                     | 121    | 1,9%    |          |
| Total vots vàlids i regidors | Total vots vàlids i regidors        | Total vots vàlids i regidors        | Total vots vàlids i regidors        | 6.296  | 100 %   | 17       |
| | Vots nuls                           | Vots nuls                           | Vots nuls                           | 71     | 1,1%    |          |
| Participació (vots vàlids més nuls) | Participació (vots vàlids més nuls) | Participació (vots vàlids més nuls) | Participació (vots vàlids més nuls) | 6.367  | 74,9%** |          |
| Abstenció | Abstenció                           | Abstenció                           | Abstenció                           | 2.129* | **      |          |
| Total cens electoral | Total cens electoral                | Total cens electoral                | Total cens electoral                | 8.496* | 100 %** |          |
| Alcalde: Josep Almenar Navarro (PSVP Per majoria absoluta dels vots dels regidors (9)                                                                         |                                     |                                     |                                     |        |         |          |
| Fonts: Argos - Generalitat Valenciana Butlletí Oficial de la Província de València (* No són vots sinó electors. ** Percentatge respecte del cens electoral.) |                                     |                                     |                                     |        |         |          |

### Any 2015
Les Eleccions municipals espanyoles de 2015 es convocaren pel Reial Decret 233/2015, de 30 de març, pel que se convoquen les eleccions municipals i a les assemblees de Ceuta i Melilla per al 24 de maig de 2015. Les candidatures proclamades es publicaren al Butlletí Oficial de la província de València el 22 d'abril. Les eleccions se celebraren el 24 de maig de 2015 amb un total de 8 meses electorals constituïdes.
Les llistes publicades van ser les següents:
| Compromís per Picanya: Compromís | Ciutadans - Partit de la Ciutadania (C's) | Partit Socialista del País Valencià-PSOE | Partit Popular de la Comunitat Valenciana | Esquerra Unida del País Valencià: Acord Ciutadà |
| --- | --- | --- | --- | --- |
| 1.Xavier Rius Torres 2.Elena Ferrando Calatayud 3.Alba Encinas Ruiz 4.Carles Conejos Cortes 5.Xaro Beseler Soto 6.Bernardo Martínez Soriano 7.Irene Martínez Beseler 8.Pau Rius i Francés 9.Maria Serrador Mas 10.Antoni Martínez Soriano 11.Jovita Pérez Adrián 12.Paco Martínez Sanz 13.Merxe Fonfria Cubells 14.Jordi Gil i Martínez 15.Conxa Francés i González 16.Lucia Segura Gutiérrez 17.Vicent Gil i Fornés SUPLENTS: 1.Fran Brotons Sala 2.Antonia Chornet Lurbe 3.Carles Marí i Guaita 4.Celiz Rozalén Sanjuan 5.Joan Arenas Martínez 6.Milagros Valladolid Muñoz 7.Antonio Cortés Belenguer 8.Paqui Sanjuan Azorín 9.José Alfonso Segura García 10.Carmela Martínez i Bondia | 1.Laura Palacios Fernández 2.Diego Soriano Alonso 3.Jaime Penadés Huerta 4.María José Royo Córdoba 5.María del Carmen Belinchón López 6.Rebeca Carrión Leiva 7.David Muñoz Martínez 8.Manuel Lavarias Gutiérrez 9.Laura Boix Rubio 10.Veronica Juan Alfonso 11.Isabel Maria Copete Núñez 12.Héctor Juan Soria Chiner 13.Eva Maria Coronado Pozo 14.Maialen Llopis Maiztegui 15.Enrique Wenceslao Albert Pons 16.Amparo Correas González 17.Isidro Soriano Andrés (Independent) SUPLENTS: 1.Lidia Bermejo Parrilla 2.Herminio Roda Villena (Independent) 3.Ana Carmen Penadés Huerta | 1.Josep Almenar Navarro 2.Rosario González Fernández 3.Manuel Dasí Gil 4.Sandra Herrero Guerola 5.Guillem Tortosa Soriano (Independent) 6.Rosa Maria Alejos Montoro (Independent) 7.Mario Guillen Rodrigo 8.Paula Rodríguez Tercero 9.Jose Alberto Sanchis Cuesta 10.Asdrubal Ferrer Alcaide (Independent) 11.Susana Costa Trillo (Independent) 12.Juan Nicolás Boscana (Independent) 13.Antonia Martorell González (Independent) 14.Francisco Vicente Requena Pitarch 15.Jose Maria Chamorro Novillo 16.Carmen Amoraga Toledo 17.José Carlos Marzo Gades SUPLENTS: 1.Consuelo Bañas Molarin 2.Vicente Luis Orti Cervera 3.Francisca Ferrer Real 4.Rodrigo Giron Chordà 5.Damian Rodado Macías | 1.Juan Enrique Llopis Cànovas 2.Maria Begoña Laserna Larburu 3.Javier Prosper Palomares 4.José Angel Rodríguez del Angel 5.Giovana Lomas Juncos 6.José Luis Alemany Bebiera 7.Vicente Oscar Bataller Caballero 8.José Miguel Planells Cubells 9.Maria Josefina Sebastian Tordera 10.Maria Luisa Planells Toledo 11.Carlos García García 12.Antonio Jose de la Plaza Fontan 13.Maria del Mar García Ballesteros 14.Maria Rosario Silla Nadal 15.Eva Samos Cañada 16.Rafael Vicente Esteva Margaix 17.Encarnacion Casaban Rubio SUPLENTS: 1.Roberto García Hernández 2.Ana Maria Moreno Lorente 3.Massimo Cinelli Oria de Rueda | 1.Patrícia Salgado Alcaide 2.Mar Fernández Flores 3.Javier González Mansilla 4.Clara Morató Hernández 5.Javier Núñez Navarro 6.Maria Reyes Sisternas Cervera (Independent) 7.Jorge Antonio Recuenco Rios 8.Maria José Llanes Laserna 9.Juan Antonio Morató Tomás 10.Lorena Arias Ferriols 11.Àngel Espert Bonillo 12.Paqui Flores Fernàndez 13.Benito Rubio Baos 14.Vicenta Flores Fernández 15.Carlos Manuel de la Fuente Blázquez 16.Maria Elena Giner Bernard 17.Alejandro Lostado Vicente SUPLENTS: 1.Jesus González Mansilla |

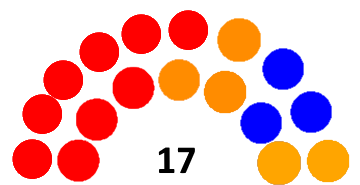
Plenari de l'Ajuntament de Picanya 2015-2019

| Eleccions municipals de 24 de maig de 2015 - Picanya |                                     |                                     |                                     |        |         |          |
| Candidatura | Candidatura                         | Candidatura                         | Cap de llista                       | Vots   | Vots    | Regidors |
| | PSPV-PSOE                           |                                     | Josep Almenar Navarro               | 3.074  | 47,29%  | 9 ()     |
| | Compromís                           |                                     | Xavier Rius i Torres                | 1.248  | 19,20%  | 3 (+2)   |
| | PPCV                                |                                     | Juan Enrique Llòpis Cànovas         | 1.228  | 18,89%  | 3 (-4)   |
| | C's                                 |                                     | Laura Palacios Fernández            | 644    | 9,91%   | 2 (+2)   |
| | EUPV: Acord Ciutadà                 |                                     | Patricia Salgado Alcaide            | 306    | 4,71%   | 0 ()     |
| | Vots en blanc                       |                                     |                                     | 74     | 1,1%    |          |
| Total vots vàlids i regidors | Total vots vàlids i regidors        | Total vots vàlids i regidors        | Total vots vàlids i regidors        | 6.574  | 100 %   | 17       |
| | Vots nuls                           | Vots nuls                           | Vots nuls                           | 69     | 1,02%   |          |
| Participació (vots vàlids més nuls) | Participació (vots vàlids més nuls) | Participació (vots vàlids més nuls) | Participació (vots vàlids més nuls) | 6.643  | 75,7%** |          |
| Abstenció | Abstenció                           | Abstenció                           | Abstenció                           | 2.131* | 24,3%** |          |
| Total cens electoral | Total cens electoral                | Total cens electoral                | Total cens electoral                | 8.774* | 100 %** |          |
| Alcalde: Josep Almenar Navarro Per majoria absoluta dels vots dels regidors (9)                                                                               |                                     |                                     |                                     |        |         |          |
| Fonts: Argos - Generalitat Valenciana Butlletí Oficial de la Província de València (* No són vots sinó electors. ** Percentatge respecte del cens electoral.) |                                     |                                     |                                     |        |         |          |

### Any 2019
Les Eleccions municipals espanyoles de 2019 es convocaren pel Reial Decret 209/2019, de 1 d'abril, de convocatòria de les eleccions municipals i a les assemblees de Ceuta i Melilla per a la data del 26 de maig de 2019. Les candidatures proclamades es publicaren al Butlletí Oficial de la província de València el 24 d'abril. Les eleccions se celebraren el 26 de maig amb un total de 8 meses electorals constituïdes.
Les llistes publicades van ser les següents:
| Compromís Municipal (Comrpomís per Picanya) | Partit Socialista del País Valencià-PSOE | Unides Podem - Esquerra Unida (Podem - EUPV) | Ciutadans - Partit de la Ciutadania (C's) | Partit Popular de la Comunitat Valenciana |
| --- | --- | --- | --- | --- |
| 1.Elena Ferrando Calatayud 2.Xavier Rius Torres 3.Carlos Conejos Cortés 4.Ma Rosario Beseler Soto 5.Juan Francisco Brotons Sala 6.Eva Ma Gisbert Sempere 7.Bernardo Martínez Soriano 8.Juan José Cholvi Llinares 9.Maria Serrador Mas 10.Santiago Molina Jiménez 11.Concepció Francés González 12.Antoni Martínez Soriano 13.Jovita Pérez Adrián 14.Adela Villanueva Roig 15.Juan José Lagunas Escrivà 16.Josep Vicent Gil Fornés 17.Alba Encinas Ruíz SUPLENTS: 1.Carmela Martínez Bondia 2.Ma Mercedes Fonfría Cubells 3.Isidro Mansanet Mansanet | 1.Josep Almenar Navarro 2.Rosaria González Fernández 3.Guillem Tortosa Soriano 4.María Elena Ruíz Pérez (Independent) 5.Mario Guillén Rodríguez 6.Delia López Moya 7.José Alberto Sanchis Cuesta 8.Patricia Salgado Alcaide (Independent) 9.Asdrúbal Ferrer Alcaide (Independent) 10.Rosa María Alejos Montoro 11.Fernando Lara Almenar (Independent) 12.María Sandra Herrero Guerola (Independent) 13.Manuel Dasí Gil 14.Paula Rodríguez Tercero 15.Carlos Marzo Gadea 16.Consuelo Mañas Bolarín 17.Vicente Luis Ortí Cervera SUPLENTS: 1.Nicomedes González González 2.María Luisa Soriano Lafarga 3.Damián Rodado Macías | 1.Juan Antonio Morató Tomás 2.Aurora Mora Urbano 3.Ángel Expert Bonillo 4.Clara Morató Hernández 5.Gabriel Gerardo Moreno García 6.Concepción Cervantes Garizo 7.Javier Herráiz Herráiz 8.Trinidad Benavent Ciscar 9.Pedro Aroca Guijarro 10.Natividad Palomares Gómez 11.Ángel Alcañiz Pérez 12.María Carmen Bolufer Sánchez 13.Julián Beñegil Reich 14.Encarnación Moya Sánchez 15.Román Villar Moreno 16.Pilar Carbonell Sancho 17.Antonio Montalbán Gámez SUPLENTS: Sense Candidats | 1.María José Royo Córdoba 2.Diego Soriano 3.Jose Calatayud Garces 4.Jose Enrique Morejudo Ortega 5.Amparo Maldonado Lopez 6.Carmelo Mas Baixauli 7.Sergio Moraga Seoane 8.Carolina Taravilla Utiel 9.Lourdes Zamorano Barreda 10.Isabel Maria Copete Nuñez 11.Jose Madeo Tarazona Ferrer 12.Fernando Regal Garcera 13.Maria Jose Claros Solano 14.Maria Jose Asturdillo Torres 15.Jose Antonio Rey Ruiz 16.Ruben Gonzalez Hernandez 17.Beatriz Carreño Sanchez SUPLENTS: 1.Francisco Javier Albertos Martinez | 1.Encarna Casabán Rubio 2.Angel Javier Montero Hernández 3.Daniel Nemesio Gil 4.Remedios Pellicer Martínez 5.Maria de los Angeles Benítez Fragero 6.Francisco Ruíz Rocatí 7.Nicasio Rua Blasco 8.Juan Carlos Zaballos Villaescusa 9.Mónica Moreno Ricart 10.Menuelo Rodríguez Izquierdo 11.Jose Miguel Planells Cubells 12.Jose Angel Angel Lozano 13.María del Mar García Ballesteros 14.Juan Enrique Llopis Cánovas 15.Amparo Moreno Martínez 16.Maria Lourdes Pedros Claver 17.Ivan Retamiño Ramos SUPLENTS: 1.Jose Antonio Gomez Benitez |

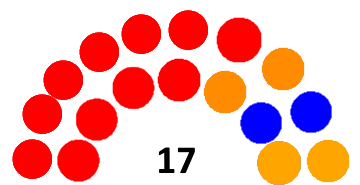
Plenari de l'Ajuntament de Picanya 2019-2023

| Eleccions municipals de 26 de maig de 2019 - Picanya |                                     |                                     |                                     |        |          |          |
| Candidatura | Candidatura                         | Candidatura                         | Cap de llista                       | Vots   | Vots     | Regidors |
| | PSPV-PSOE                           |                                     | Josep Almenar Navarro               | 3.286  | 54,68%   | 11 (+2)  |
| | Compromís                           |                                     | Elena Ferrando Calatayud            | 889    | 14,81%   | 2 (-1)   |
| | PPCV                                |                                     | Encarna Casabán Rubio               | 839    | 13,97%   | 2 (-1)   |
| | C's                                 |                                     | María José Royo Córdoba             | 771    | 12,84%   | 2 ()     |
| | Unides Podem                        |                                     | Juan Antonio Morató Tomás           | 186    | 3,10%    | 0 ()     |
| | Vots en blanc                       |                                     |                                     | 36     | 0,60%    |          |
| Total vots vàlids i regidors | Total vots vàlids i regidors        | Total vots vàlids i regidors        | Total vots vàlids i regidors        | 6.036  | 100 %    | 17       |
| | Vots nuls                           | Vots nuls                           | Vots nuls                           | 32     | 0,53%    |          |
| Participació (vots vàlids més nuls) | Participació (vots vàlids més nuls) | Participació (vots vàlids més nuls) | Participació (vots vàlids més nuls) | 6.036  | 66,92%** |          |
| Abstenció | Abstenció                           | Abstenció                           | Abstenció                           | 2.984* | 33,08%** |          |
| Total cens electoral | Total cens electoral                | Total cens electoral                | Total cens electoral                | 6.036* | 100 %**  |          |
| Alcalde: Josep Almenar Navarro Per majoria absoluta dels vots dels regidors (11 vots del PSPV)                                                                |                                     |                                     |                                     |        |          |          |
| Fonts: Argos - Generalitat Valenciana Butlletí Oficial de la Província de València (* No són vots sinó electors. ** Percentatge respecte del cens electoral.) |                                     |                                     |                                     |        |          |          |

### Any 2023
Les Eleccions municipals espanyoles de 2023 se celebrenel 28 de maig amb un total de 8 meses electorals constituïdes.
Les llistes publicades van ser les següents:
| Compromís: Acord per guanyar | PSOE | VOX | Partit Popular |
| --- | --- | --- | --- |
| 1. Guillem Gil Puig 2. Xaro Beseler Soto 3. Jovita Pérez Adrián 4. Santi Beta Lerma (Independ.) 5. Antonia Chornet Lurbe 6. Fran Brotons Sala 7. Mar Sauret Santasuana 8. Bernardo Martínez Soriano 9. Helena Ferrando Calatayud 10. Maria Agustí De Val 11. Carles Marí Guaita 12. Isidre Mansanet Mansanet 13. Maria José Puig Garcés (Independ.) 14. Marian Múñiz Ruíz 15. Conxa Francés Gonzàlez 16. Carmela Martínez Bondia 17. Xavier Rius Torres Suplents 1. Mikel Delgado Paredes (Independ.) 2. Empar Bataller Martín 3. Antoni Martínez Soriano 4. Mariam Gimeno Lillo 5. Juan José (Pau) Lagunas Escrivà 6. Merxe Fonfría Cubells | 1. Josep Almenar Navarro 2. Rosario González Fernández 3. Guillem Tortosa Soriano 4. Cristina Navarro Babiera (Independ.) 5. Diego Soriano Alonso (Independ.) 6. Elena Ruíz Pérez 7. Asdrubal Ferrer Alcaide 8. Patricia Salgado Alcaide 9. Fernando Lara Almenar 10. Amanda Sánchez Ruíz (Independ.) 11. José Alberto Sanchís Cuesta 12. Ana Lerma Lara (Independ.) 13. Vicente Luis Ortí Cervera 14. Delia López Moya 15. Nicomedes González González 16. Consuelo Mañas Bolarín 17. Mario Guillem Rodríguez (Independ.) Suplents 1. María Luísa Soriano Lafarga 2. José Carlos Marzo Gadea | 1. Angel Garcia De Marina Garcia 2. Manuel Beltrán Gil 3. Francisco Capilla Jurado 4. Isabel Vidal Coll 5. Macarena Orozco Aparicio 6. José Cañadas Fernández 7. Javier Ramon Beltran Gil 8. Angela Beltran Cuenca 9. Zoa Maria Cuenca Gomez 10. Vicente Salvador Guijarro 11. Jorge Regadera González 12. Pablo Tecles Pardo 13. Noelia Garcia De Marina Gomez 14. Maria De Los Desamparados Asensi Marin 15. Maria Garcia Rodado 16. Julia Gomez Garcia 17. Vicente Boceta Rodriguez | 1. Remedios Pellicer Martinez 2. Jose Maria Ruiz Martinez 3. Mº Angeles Garcia Casado 4. David Arenas Barroso 5. Jose Pastor Gargallo 6. Fernando Luis Codoñer Moran 7. Monica Moreno Ricart 8. Carlos Garcia Garcia 9. Renata Socorro Pinheiro 10. Jesus Morales Garcia 11. Juan Enrique Llopis Canovas 12. Jose Miguel Planells Cubells 13. Maria Del Mar Manrique Gamero 14. Manuela Rodriguez Izquierdo 15. Mª Rosa Tronch Serrador 16. Javier Prosper Palomares 17. Amparo Moreno Martinez Suplents 1. Felicidad Vaño Tormo 2. Francisco Luis Cebrià Miralles 3. Lourdes Pedros Claver} |

| Eleccions municipals de 28 de maig de 2023 - Picanya |                                     |                                     |                                     |       |         |          |
| Candidatura | Candidatura                         | Candidatura                         | Cap de llista                       | Vots  | Vots    | Regidors |
| | PSOE                                |                                     | Josep Almenar i Navarro             | 3.305 |         | 9 (-2)   |
| | Partit Popular                      |                                     | Remedios Pellicer                   | 1.479 |         | 4 (+2)   |
| | Compromís per Picanya               |                                     | Guillem Gil Puig                    | 1.241 |         | 2 (+1)   |
| | VOX                                 |                                     | Ángel García de Marina              | 471   |         | 1 (+1)   |
| | Vots en blanc                       |                                     |                                     | 86    |         |          |
| Total vots vàlids i regidors | Total vots vàlids i regidors        | Total vots vàlids i regidors        | Total vots vàlids i regidors        | 6582  | 100 %   | 17       |
| | Vots nuls                           | Vots nuls                           | Vots nuls                           | 60    |         |          |
| Participació (vots vàlids més nuls) | Participació (vots vàlids més nuls) | Participació (vots vàlids més nuls) | Participació (vots vàlids més nuls) | 6642  | **      |          |
| Abstenció | Abstenció                           | Abstenció                           | Abstenció                           | *     | **      |          |
| Total cens electoral | Total cens electoral                | Total cens electoral                | Total cens electoral                | '*    | 100 %** |          |
| Alcalde: Josep Almenar i Navarro (PSPV) Per majoria absoluta dels vots dels regidors |                                     |                                     |                                     |       |         |          |
| Fonts: http://picanya.org/rs/55974/d112d6ad-54ec-438b-9358-4483f9e98868/a3b/filename/resultats-municipals-autonomiques-2023.pdf (* No són vots sinó electors. ** Percentatge respecte del cens electoral.) |                                     |                                     |                                     |       |         |          |

|}
1. ↑  «Junta Electoral Central» (en castellà).   Govern d'Espanya, 03-04-1979. [Consulta: 10 abril 2018].
2. 1 2 3  «Arxiu General i Fotogràfic».   Diputació de València, 12-05-1987. Arxivat de l'original el 2020-02-23. [Consulta: 10 abril 2018].
3. ↑   «Llistes de les candidatures per municipis». Butlletí Oficial de la Província de València, 06-03-1979, pàg. 12. Arxivat de l'original el 2020-02-23 [Consulta: 10 abril 2018]. Arxivat 2020-02-23 a Wayback Machine.
4. 1 2 3 4 5 6 7  Ministeri de l'Interior. Govern d'Espanya. «Resultats Electorals» (en castellà). [Consulta: 9 abril 2018].
5. ↑  «Junta Electoral Central» (en castellà).   Govern d'Espanya, 08-05-1983. [Consulta: 10 abril 2018].
6. ↑   «Llistes de les candidatures per municipis». Butlletí Oficial de la Província de València, 09-04-1983, pàg. 22. Arxivat de l'original el 2020-02-23 [Consulta: 10 abril 2018]. Arxivat 2020-02-23 a Wayback Machine.
7. ↑  Aquells candidats que no eren independents eren afiliats del Partit Nacionalista del País Valencià
8. ↑  «Junta Electoral Central» (en castellà).   Govern d'Espanya, 10-06-1987. [Consulta: 10 abril 2018].
9. ↑   «Llistes de les candidatures per municipis». Butlletí Oficial de la Província de València, 12-05-1987, pàg. 46-47. Arxivat de l'original el 2020-02-23 [Consulta: 10 abril 2018]. Arxivat 2020-02-23 a Wayback Machine.
10. ↑  «Junta Electoral Central» (en castellà).   Govern d'Espanya, 26-05-1991. [Consulta: 11 abril 2018].
11. ↑  «Arxiu General i Fotogràfic».   Diputació de València, 30-04-1991. Arxivat de l'original el 2020-02-23. [Consulta: 10 abril 2018].
12. ↑   «Llistes de les candidatures per municipis». Butlletí Oficial de la Província de València, 30-04-1991, pàg. 84. Arxivat de l'original el 2020-02-23 [Consulta: 10 abril 2018]. Arxivat 2020-02-23 a Wayback Machine.
13. ↑  «Junta Electoral Central» (en castellà).   Govern d'Espanya, 28-05-1995. [Consulta: 12 abril 2018].
14. ↑  «Arxiu General i Fotogràfic».   Diputació de València, 02-05-1995. Arxivat de l'original el 2020-02-23. [Consulta: 10 abril 2018].
15. ↑   «Llistes de les candidatures per municipis». Butlletí Oficial de la Província de València, 02-05-1995, pàg. 86. Arxivat de l'original el 2020-02-23 [Consulta: 10 abril 2018]. Arxivat 2020-02-23 a Wayback Machine.
16. ↑  {{ref-web
url=http://www.argos.gva.es/ahe/pls/argos_elec/DMEDB_Elecmunicipios.informeElecDetallado?aNMuniId=46193&aNNumElec=1&aVTipoElec=L&aVFechaElec=2007&aVLengua=V
títol=Dades electorals detallades de les Eleccions Locals 2007
consulta=17 de setembre de 2019
autor=Argos. Generalitat Valenciana
enllaçautor=Generalitat Valenciana
any=2007
mes=maig
data=27 de maig de 2007
llengua=català/valencià}}
17. ↑  «Agència Estatal: Butlletí Oficial de l'Estat» (en castellà).   Agència Estatal, 29-03-2011. [Consulta: 24 setembre 2019].
18. ↑  «Butlletí Oficial de la Província de València» (en castellà).   Diputació de València, 26-04-2011. [Consulta: 24 setembre 2019].
19. ↑  [enllaç sense format] http://www.argos.gva.es/ahe/pls/argos_elec/DMEDB_Elecmunicipios.informeElecDetallado?aNMuniId=46193&aNNumElec=1&aVTipoElec=L&aVFechaElec=2011&aVLengua=V
20. ↑  [enllaç sense format] http://elecciones.mir.es/locales2011/Contenido/bo_valencia.pdf Arxivat 2012-06-21 a Wayback Machine.
21. ↑  «Butlletí Oficial de l'Estat» (en castellà).   Govern d'Espanya, 31-03-2015. [Consulta: 20 setembre 2019].
22. ↑  «Butlletí Oficial de la Província de València» (en castellà).   Diputació de València, 22-04-2015. Arxivat de l'original el 2023-02-02. [Consulta: 20 setembre 2019].
23. ↑  [enllaç sense format] http://www.argos.gva.es/ahe/pls/argos_elec/DMEDB_Elecmunicipios.informeElecDetallado?aNMuniId=46193&aNNumElec=1&aVTipoElec=L&aVFechaElec=2015&aVLengua=V
24. ↑  [enllaç sense format] http://elecciones.mir.es/locales2015/documents/10729/45359/Valencia.pdf/Valencia.pdf Arxivat 2023-02-02 a Wayback Machine.
25. ↑  «Real Decreto 209/2019, de 1 de abril, por el que se convocan elecciones locales y a las Asambleas de Ceuta y Melilla para el 26 de mayo de 2019» (en castellà).   Notícias Jurídicas, 02-04-2019. [Consulta: 20 setembre 2019].
26. 1 2  «Butlletí Oficial de la Província de València» (en castellà).   Diputació de València, 24-04-2019. [Consulta: 20 setembre 2019].
27. ↑  [enllaç sense format] http://www.argos.gva.es/ahe/pls/argos_elec/DMEDB_Elecmunicipios.informeElecDetallado?aNMuniId=46193&aNNumElec=1&aVTipoElec=L&aVFechaElec=2019&aVLengua=V
28. ↑  [enllaç sense format] https://www.hortanoticias.com/wp-content/uploads/2019/04/Elecciones-Municipales-2019-partido-judicial-de-Valencia.pdf